# Састре (Санта-Фе)
Састре (исп. Sastre), полное название Састре-и-Ортис (исп. Sastre y Ortiz) — город и муниципалитет в департаменте Сан-Мартин провинции Санта-Фе (Аргентина), административный центр департамента.

## История
В 1886 году здесь была проведена железная дорога, и в районе железнодорожной станции стал расти посёлок, первыми жителями которого стали иммигранты из Италии. Он получил название в честь писателя Маркоса Састре.
В 1986 году был получен статус города.

## Знаменитые уроженцы
- Эрнан Толедо (род. 1996) — футболист.